# جبل برنس
جبل برنس جبل يقع في منطقة الجوف شمال المملكة العربية السعودية.

## الوصف
يتفرع جبل برنس إلى شعبتين بُني على إحداها قصر زعبل الأثري، أما الرأس الآخر لجبل برنس فهو أقل منه ارتفاعًا، في وسطه مقبرة معلقة أي في منتصف الجبل.

## الجبل في التراث الشعبي
هناك مَثَل شهير في منطقة الجوف ولا سيما في سكاكا يقول (اجْعَلَكْ تردْ بِرنْس)، وهو على ما يظهر تهديد لأن وروده أو مجيء هذا الجبل خطير حيث توجد مقبرة قديمة مجاورة له تمامًا، ولعل من يرد هذا الجبل قديمًا يكون مصيره في هذه المقبرة المعلقة التي أصبحت تحتفظ بأسرار أصحاب هذه القبور التي حرمت من رؤية أي إنسان إلا إذا اختصها بزيارة من أجل دعاء أو غيره.

## الآثار
هناك أشكال ورسوم نحتت في جبل برنس، وأغلب تلك الأشكال للنساء، ولايعلم أحد في أي زمان قد نحتت، كما أن هناك أكمة تتصل مع قاعدة جبل بِرِنْس يطلق عليها (حضرة) تنسج حولها بعض الأساطير، في أسفل جبل برنس هناك بئر شهيرة تسمى بئر سيسرا محفورة في الصخر على شكل دائري وتوجد قنوات أسفل البئر لتوزيع الماء قد تصل إلى عدة كيلو مترات إلى سكاكا القديمة، وهذه القنوات تشبه إلى حد كبير قنوات توزيع الماء في ينبع النخل ووادي الفرع والمدينة المنورة قديمًا.